# Heroes of the Storm
Heroes of the Storm (in italiano: "Eroi della Tempesta") è un videogioco sviluppato da Blizzard Entertainment, pubblicato il 2 giugno 2015.
Il gioco è caratterizzato da un sistema free-to-play e freemium, e si sostiene tramite micropagamenti con i quali i giocatori possono ottenere valuta di gioco. Si tratta di un crossover, i cui personaggi giocabili sono tratti da diverse serie videoludiche firmate Blizzard, come Diablo, StarCraft, Warcraft e Overwatch; è possibile giocare sia in modalità PvE, sia in modalità PvP.

## Creazione e sviluppo
La primissima versione di Heroes of the Storm fu "Blizzard DOTA", una mappa personalizzata per il videogioco StarCraft II (che era appena uscito), creata in occasione della BlizzCon 2010 per mostrare ai fan le potenzialità degli strumenti di modding del nuovo gioco. La mappa, che di fatto era un minigioco in stile MOBA, venne molto apprezzata e Blizzard decise quindi di svilupparla ulteriormente. Dopo una serie di dispute legali con Valve sulla proprietà e l'uso del marchio "DotA", il gioco nascente venne ribattezzato Blizzard All-Stars e infine separato completamente da StarCraft.
Dopo l'uscita di Heart of the Swarm (il secondo capitolo di StarCraft II) nel 2013, lo studio dedicò più forze alla creazione di Blizzard All-Stars; a quel punto esistevano già dei giochi MOBA molto popolari, come League of Legends e Dota 2, e per il nuovo gioco vennero messi in discussione alcuni elementi fondamentali del genere, finendo ad esempio per rimuovere tutto il sistema dell'acquisto di oggetti e potenziamenti durante le partite. A ottobre 2013 il nome venne cambiato in Heroes of the Storm. Il 13 marzo 2014 il gioco entrò in versione alfa, e il 13 gennaio 2015 passò in beta; la pubblicazione del gioco avvenne il 2 giugno 2015. La versione del gioco Heroes 2.0, entrata in beta il 29 marzo 2017, venne pubblicata il 25 aprile dello stesso anno.
Il 13 dicembre 2018 Blizzard annunciò la cancellazione di tutti gli eventi di e-sport legati al gioco, il trasferimento di parte degli sviluppatori ad altri progetti, e la transizione del gioco a una fase di "supporto a lungo termine", per poi dichiarare a luglio 2022 che lo sviluppo del gioco era ufficialmente cessato e non sarebbero stati creati nuovi contenuti; al 2024, continuano comunque ad essere pubblicate regolarmente le patch di bilanciamento.

## Trama
Le vicende di Heroes of the Storm sono ambientate nel Nexus, un luogo tra gli universi, situato al centro di una tempesta cosmica. Il Nexus può connettersi a mondi già esistenti (come Sanctuary, Azeroth e il settore Koprulu, ambientazioni rispettivamente di Diablo, Warcraft e StarCraft) oppure può generare reami completamente nuovi, quali la Valle del Re, Luxoria, Porto Nebbioso e la Corte del Corvo. Ciascuno di questi reami è governato da un Signore del Reame, che possiede una "singolarità", una pietra che gli conferisce grandi poteri. Le singolarità possono essere conquistate dai vari Signori dei Reami, e gli eroi giocabili sono, nella trama, dei "jolly", che possono aiutare od ostacolare i Signori dei Reami nelle loro azioni.
In una serie webcomic pubblicata da Blizzard Entertainment a partire da aprile 2018, il Signore dei Corvi, che domina sulla Corte dei Corvi, scopre che una forza sconosciuta attaccherà il Nexus con l'intento di distruggerlo, e cerca quindi di conquistare le singolarità degli altri reami così da ottenere abbastanza potere da sconfiggere gli invasori: dato che il suo solo esercito non è sufficiente, egli scatena le forze del "Nexus Oscuro", riuscendo così a sottomettere il Custode delle Tombe; la Regina di Spine, signora della Valle del Re, tenta di organizzare una resistenza per evitare di cadere a sua volta e i suoi figli risvegliano il Drago Cavaliere affinché combatta le armate del Signore dei Corvi. Egli, tuttavia, con i poteri del Nexus Oscuro, prende il controllo del Drago e conquista anche questo secondo reame.

## Modalità di gioco
Nelle partite regolari di Heroes of the Storm si affrontano due squadre di cinque giocatori ciascuna, con l'obiettivo di distruggere una struttura nemica detta "nucleo", sia in PvP, sia in PvE (nel secondo caso, la squadra avversaria sarà interamente controllata dal computer).
Il nucleo di ogni squadra è protetto da vari forti, portali e torri; ogni partita inizia con le due squadre ai lati opposti della mappa, che dovranno via via farsi strada attraverso le difese degli avversari. Il nucleo di ogni squadra genera, a intervalli regolari, dei "servitori" alleati, NPC che si dirigono automaticamente verso le difese nemiche per attaccarle, e possono essere uccisi per ottenere punti esperienza. Inoltre, sparsi in ogni mappa sono presenti dei mercenari neutrali che possono essere sconfitti e quindi arruolati per combattere l'avversario.
Durante la partita si guadagnano punti esperienza per far salire di livello la propria squadra (fino a un massimo di 30 livelli); quando la squadra avanza di livello, le statistiche dei suoi giocatori aumentano e, a intervalli regolari, gli eroi ottengono "talenti", ossia dei bonus per potenziare le abilità dei propri personaggi.
Alla fine di ogni partita, il giocatore riceve dei punti esperienza per l'eroe che ha utilizzato; aumentarne il livello permette di guadagnare alcuni premi e determina il livello del profilo del giocatore (che è calcolato sommando il livello di tutti i suoi eroi, senza contare il livello 1).

### Tipi di partite
Esistono diverse modalità di gioco selezionabili:
- Allenamento: è una partita con alleati e avversari controllati da bot di difficoltà molto bassa, utile per imparare le basi del gioco
- Contro I.A: partita con alleati umani o controllati dal computer contro una squadra interamente controllata dal computer; vi sono cinque livelli di difficoltà
- Partita rapida: partita fra due squadre di giocatori umani: i giocatori che non fanno parte di un gruppo completo vengono messi assieme ad altri giocatori in modo da completare il quintetto e questi ultimi vengono automaticamente assegnati dal gioco in base agli eroi da loro selezionati, per cercare di soddisfare al meglio le necessità della squadra (ad esempio, se in una squadra di due persone manca un eroe Guaritore è probabile che quel ruolo venga ricoperto da uno dei tre giocatori che verranno abbinati successivamente) e per cercare di equivalere la composizione della squadra avversaria.
- Non Classificate: le regole sono simili alle partite rapide, ma prima di iniziare la partita, i giocatori sceglieranno i propri eroi tramite l'interfaccia "draft".
- Classificate: la cosiddetta Lega Storm. Per ottenere l'accesso bisogna avere un livello giocatore pari o superiore a 50 e poter usare almeno 16 eroi, inclusi quelli disponibili tramite la rotazione gratuita. Ogni vittoria permette di ottenere punti per poter salire di grado. Le leghe sono divise in 7 gruppi secondo l'abilità dei giocatori: Bronzo, Argento, Oro, Platino, Diamante, Master e Grand Master. Ognuna di esse, tranne le ultime 2, sono divise in 5 sottoleghe. Esistono alcune restrizioni riguardanti i gruppi da 2 a 4 giocatori che intendono partecipare alla Lega Storm: i giocatori non potranno mettersi in coda nello stesso gruppo di Lega Storm se la loro differenza di grado è superiore a due leghe; queste restrizioni non hanno effetto se si partecipa alla Lega Storm in un gruppo di 5 giocatori e per coloro che non sono ancora piazzati in nessuna lega, e che quindi devono ancora giocare tutte e 3 le partite di piazzamento.
- Rissa: questa modalità prevede delle partite con personaggi preassegnati o casuali, su campi di battaglia spesso piuttosto piccoli, per favorire il combattimento costante.
- Partite personalizzate: si può creare una partita con fattori personalizzati

Fatta eccezione per la modalità Allenamento (che ha una mappa molto piccola e semplificata), per la modalità Rissa (che utilizza mappe a parte, che variano ogni settimana) e per la Lega Storm (che limita il numero di mappe giocabili a quelle prestabilite), le partite nelle altre modalità sono ambientate in una mappa scelta tra quindici possibili (più altre due per le Partite personalizzate).

### Collezione
Ogni giocatore ha accesso alla sezione "collezione", che include gli eroi e tutta una serie di altri prodotti dal valore puramente estetico, incluso materiale da usare durante le partite (differenti modelli per gli eroi, cavalcature, stendardi, spray e annunciatori), immagini per il profilo personale ed emoji per la chat. Oltre a questi "gadget" sono disponibili anche i "potenziamenti", che, una volta attivati, aumentano per un certo periodo di tempo l'esperienza e l'oro ottenuti con le partite.
Nonostante nella collezione vengano visualizzati tutti gli eroi e i gadget disponibili, il giocatore può utilizzare solo quelli in suo possesso, quelli non in possesso possono essere acquistati con una delle tre valute virtuali del gioco o sbloccati tramite i "forzieri"; questi ultimi sono dei premi che i giocatori ottengono completando determinati obiettivi di gioco e contengono quattro prodotti casuali tra gadget e eroi; anche i forzieri, a loro volta, possono essere acquistati.

## Eroi
Essendo Heroes of the Storm un crossover, i personaggi giocabili provengono tutti da altri videogiochi firmati Blizzard (nello specifico, quarantatré da Warcraft, diciassette da StarCraft, diciotto da Diablo, otto da Overwatch, uno da The Lost Vikings), tranne due (Orfea e Qhira). Alcuni eroi sono originali, cioè basati su personaggi di tali franchise ma apparsi per la prima volta in Heroes of the Storm: ad esempio, sette dei personaggi tratti da Diablo sono ispirati a varie classi giocabili di Diablo II e Diablo III.
Gli eroi si dividono in sei categorie: Assassini a distanza, Assassini da mischia, Combattenti, Difensori, Guaritori e Supporti.
Assassini a distanza - Eroi solitamente fragili, che infliggono ingenti danni dalla distanza:
- Azmodan (da Diablo)
- Cassia (da Diablo)[N 1]
- Cromie (da Warcraft)
- Falstad (da Warcraft)
- Fenix (da StarCraft)
- Gall (da Warcraft)[N 2]
- Genji (da Overwatch)
- Gul'dan (da Warcraft)
- Hanzo (da Overwatch)
- Jaina (da Warcraft)
- Junkrat (da Overwatch)
- Kael'thas (da Warcraft)
- Kel'Thuzad (da Warcraft)
- Li-Ming (da Diablo)[N 3]
- Lunara (da Warcraft)[N 4]
- Mantogrigio (da Warcraft)
- Mefisto (da Diablo)
- Nazeebo (da Diablo)[N 5]
- Nova (da StarCraft)
- Orfea (originale)
- Probius (da StarCraft)[N 6]
- Raynor (da StarCraft)
- Sgt. Hammer (da StarCraft)[N 7]
- Sylvanas (da Warcraft)
- Tassadar (da StarCraft)
- Tracer (da Overwatch)
- Tychus (da StarCraft)
- Valla (da Diablo)[N 8]
- Zagara (da StarCraft)
- Zul'jin (da Warcraft)

Assassini da mischia - Eroi che infliggono ingenti danni in mischia:
- Alarak (da StarCraft)
- Fosky (da Warcraft)[N 9]
- Illidan (da Warcraft)
- Kerrigan (da StarCraft)
- Macellaio (da Diablo)
- Maiev (da Warcraft)
- Qhira (originale)
- Samuro (da Warcraft)
- Sparachiodi (da Warcraft)
- Valeera (da Warcraft)
- Zeratul (da StarCraft)

Combattenti - Eroi piuttosto resistenti e in grado di infliggere ingenti danni:
- Alamorte (da Warcraft)
- Artanis (da StarCraft)
- Boccalarga (da Warcraft)
- Dehaka (da StarCraft)
- Chen (da Warcraft)
- D.Va (da Overwatch)
- Imperius (da Diablo)
- Leoric (da Diablo)
- Malthael (da Diablo)
- Ragnaros (da Warcraft)
- Rexxar (da Warcraft)
- Sonya (da Diablo)[N 10]
- Thrall (da Warcraft)
- Varian (da Warcraft)
- Xul (da Diablo)[N 11]
- Yrel (da Warcraft)

Difensori - Eroi molto resistenti, atti ad assorbire i danni avversari e impedire la ritirata ai nemici:
- Anub'arak (da Warcraft)
- Arthas (da Warcraft)
- Blaze (da StarCraft)[N 12]
- Cho (da Warcraft)[N 2]
- Diablo (da Diablo)
- E.T.C. (da Warcraft)[N 13]
- Garrosh (da Warcraft)
- Johanna (da Diablo)[N 14]
- Mal'Ganis (da Warcraft)
- Muradin (da Warcraft)
- Tritacarne (da Warcraft)
- Tyrael (da Diablo)

Guaritori - Eroi atti soprattutto a curare gli alleati e ad assisterli:
- Alachiara (da Warcraft)[N 15]
- Alexstrasza (da Warcraft)
- Ana (da Overwatch)
- Anduin (da Warcraft)
- Auriel (da Diablo)
- Biancachioma (da Warcraft)
- Deckard (da Diablo)
- Kharazim (da Diablo)[N 16]
- Li Li (da Warcraft)
- Lúcio (da Overwatch)
- Malfurion (da Warcraft)
- Rehgar (da Warcraft)
- Stukov (da StarCraft)
- Ten. Morales (da StarCraft)[N 17]
- Tyrande (da Warcraft)
- Uther (da Warcraft)

Supporti - Eroi che forniscono potenziamenti o altri benefici ai propri alleati:
- Abathur (da StarCraft)
- Medivh (da Warcraft)
- Vichinghi Sperduti (da The Lost Vikings)
- Zarya (da Overwatch)

### Annotazioni
1. ↑  Originale, basata sull'Amazzone, una delle classi giocabili di Diablo II.
2. 1 2  Cho e Gall costituiscono un unico personaggio, Cho'gall, che va usato da due giocatori contemporaneamente.
3. ↑  Originale, basata sul Mago, una delle classi giocabili, e sul personaggio del racconto breve Favilla.
4. ↑  Originale, basata sulle driadi di Warcraft.
5. ↑  Originale, basato sullo Sciamano, una delle classi di Diablo III e sul personaggio del racconto breve Colui che cammina nel dubbio.
6. ↑  Originale, basato sulla "sonda", un'unità dei protoss, che appare nel filmato iniziale di Starcraft: Legacy of the Void.
7. ↑  Originale, basata sul "carro d'assedio", un'unità dei Terran in Starcraft e StarCraft II.
8. ↑  Originale, basata sul Cacciatore di demoni, una delle classi giocabili di Diablo III, e sul personaggio del racconto breve L'odio e la disciplina.
9. ↑  Originale, basato sui murloc di Warcraft.
10. ↑  Originale, basata sul Barbaro, una delle classi giocabili di Diablo III.
11. ↑  Originale, basato sul Negromante, una delle classi giocabili di Diablo II.
12. ↑  Originale, basato sul "Piromane", un'unità dei Terran in StarCraft II.
13. ↑  E.T.C. ("Elite Tauren Chieftain") è il nome del frontman virtuale di una band musicale composta da impiegati Blizzard.
14. ↑  Originale, basata sul Crociato, una delle classi giocabili di Diablo III.
15. ↑  Originale, basata sul "drago immaginario", un'unità degli elfi della notte in Warcraft III: The Frozen Throne.
16. ↑  Originale, basato sul Monaco, una delle classi giocabili di Diablo III.
17. ↑  Originale, basata sul "medico", un'unità dei Terran in StarCraft: BroodWar e StarCraft II.

### Fonti
1. ↑  (EN) Blizzard's Worlds Collide When Heroes of the Storm™ Launches June 2, BusinessWire, 19 maggio 2015. URL consultato il 16 agosto 2015.
2. 1 2  (EN) Ben Kuchera, Blizzard set out to make a StarCraft mod, and instead reinvented gaming's most popular genre, su Polygon, 21 maggio 2014. URL consultato il 1º febbraio 2025.
3. ↑  (EN) Evan Narcisse, Blizzard's Diablo/Starcraft/WoW Crossover Has a New Name, su Kotaku, 17 ottobre 2013. URL consultato il 1º febbraio 2025.
4. ↑  (EN) The Heroes of the Storm Technical Alpha is Now LIVE!, su Blizzard Entertainment, 13 marzo 2014 (archiviato dall'url originale il 25 maggio 2014).
5. ↑  (EN) Heroes Closed Beta Announced at BlizzCon 2014, su Blizzard Entertainment, 11 novembre 2014 (archiviato dall'url originale il 9 novembre 2014).
6. ↑  (EN) From Warcraft III to Heroes of the Storm, Talking Art and Blizzard's Long History with Samwise Didier - AusGamers.com, su AusGamers. URL consultato il 1º febbraio 2025.
7. ↑  (EN) Heroes of the Storm 2.0 Launch Notes - April 25, 2017, su Heroes of the Storm, 25 aprile 2017 (archiviato dall'url originale il 26 aprile 2017).
8. ↑  (EN) Heroes of the Storm News . . ., su Blizzard.com, 14 dicembre 2018. URL consultato il 1º febbraio 2025.
9. ↑  (EN) Kyle Orland, Blizzard shifts developers away from Heroes of the Storm, su Ars Technica, 14 dicembre 2018. URL consultato il 1º febbraio 2025.
10. ↑  (EN) Rich Stanton, Blizzard is still updating Heroes of the Storm on an almost monthly basis, and I just think that's nice, su PC Gamer, 14 agosto 2024. URL consultato il 1º febbraio 2025.
11. 1 2 3  (EN) Heroes of the Storm tackles narrative story starting with Rise of the Raven Lord, su Blizzard Watch, 5 aprile 2018. URL consultato il 6 novembre 2018.
12. ↑   Panoramica di gioco, su Heroes of the Storm. URL consultato il 13 giugno 2018.
13. ↑   Eroi, su Heroes of the Storm. URL consultato il 28 marzo 2019.